# Cambio Democrático (El Salvador)
Cambio Democrático es un partido político de El Salvador considerado de centroizquierda. El partido ha perdido su personería jurídica en varias ocasiones y todas las ha logrado recuperar hasta la fecha.
Este partido político ha sido cancelado por haber incumplido un artículo de la Ley de Partidos Políticos de El Salvador en el 2018. En el año 2020, el Tribunal Supremo Electoral aprobó los libros y permitió que volviera a ser partido político. El partido está formado por antiguos militantes de grupos socialdemócratas y socialcristianos. Actualmente cuenta con ningún diputado en la Asamblea Legislativa. Asimismo se ha mantenido como parte de gobiernos de coalición en diferentes municipios del país.

## Historia
Fue fundado en 1994 y tuvo su primera participación electoral en los comicios legislativos y municipales de 2006, donde obtuvo 2 diputados a la Asamblea Legislativa para el periodo 2006-2009: Ing. civil Héctor Miguel Dada Hirezi y el Dr. en Odontología Oscar Abraham Kattán. Este último es sobrino del fallecido empresario Armando Bukele Kattán, padre del actual presidente Nayib Armando Bukele.
Durante el Gobierno de Mauricio Funes, Héctor Dada fue Ministro de Economía mientras que Oscar Kattán se desempeñó como director del Instituto Salvadoreño del Seguro Social.
Cambio Democrático es considerado el sucesor de varios partidos de izquierda moderada. En 1980 varios partidos y organizaciones populares izquierdistas formaron el Frente Democrático Revolucionario (FDR). En 1976 el Partido MNR, que durante la guerra civil de El Salvador mantuvo una alianza con el FMLN. En 1988 el FDR se transformó en el partido Convergencia Democrática, adoptando en 1994 el nombre de Centro Democrático Unido (CDU). En las elecciones de 2007, el CDU, desapareció al no alcanzar el mínimo de votos requerido por la ley para mantener su registro como partido. En 2007 varios dirigentes del extinto CDU, se unieron a exmiembros del FMLN, del Partido Demócrata Cristiano y algunas personas procedentes de la organización Iniciativa Ciudadana y fundaron Cambio Democrático.
El día 10 de julio de 2018 la Sala de lo Constitucional resolvió una demanda del año 2015 donde se pedía la cancelación de este partido porque el Tribunal Supremo Electoral de El Salvador había dicho que el art. 47 de la Ley de Partidos Políticos era inaplicable para el CD en el año 2015, sin haber cumplido los votos necesarios para seguir existiendo como tal. Luego de esto, el Tribunal Supremo Electoral de El Salvador el día 25 de julio de 2018 habría resuelto en una votación por 4 de los 5 magistrados de este ente colegiado, eliminar el CD por no haber logrado un diputado o 50,000 votos como mínimo en las Elecciones legislativas y municipales de El Salvador de 2015, sin tomar en cuenta que el CD habiendo participado en las Elecciones legislativas y municipales de El Salvador de 2018 y haber obtenido un diputado, siempre se aplicó la sanción.
Durante las elecciones presidenciales de 2019, el entonces candidato hacia la presidencia, Nayib Bukele, recibió el apoyo del partido para competir como candidato como parte una "alianza estratégica". Para las elecciones de 2024 decidieron competir nuevamente para las elecciones legislativas y municipales y apoyar la candidatura a la reelección presidencial de Nayib Bukele.

## Ideología política
De acuerdo al estatuto del partido, este aboga por un medio ambiente sano, la igualdad entre hombres y mujeres, implementar cambios en la sociedad que van desde lo económico y político hasta en lo social y cultural.
Si bien es un partido con tendencias socialdemócratas, mucho se le ha criticado por su acercamiento con partidos de mayor fuerza política y de diferentes ideologías, principalmente conservadoras como PCN, PDC, GANA.

## Resultados electorales

### Elecciones Parlamentarias
|  | 2.1 % |

|  | 2.1 % |

|  | 2.2 % |

|  | 1.62 % |

|  | 0.94 % |

|  | 0.56 % |

|  | 0.39 % |

### Concejos Municipales
|  | 1.13 % |

|  | 2.17 % |

|  | 1.06 % |

|  | 0.50 % |

|  | 0.68 % |

|  | 3.24 % |

### Parlamento Centroamericano
|  | 3,1 % |

|  | 2,12 % |

|  | 1,38 % |

|  | 68,11 % |

|  | 2,04 % |

## Controversias

### Enriquecimiento ilícito
El exdiputado del partido, Douglas Mejía Avilés, fue encontrado culpable en marzo de 2023 de enriquecimiento ilícito por lo que deberá regresar al estado el dinero que tomó de manera ilegal mientras fue legislador. De igual forma, su esposa Brenda Cecilia de Mejía Avilés, también fue encontrada culpable de los mismos delitos, por lo que ambos deberán restituir al estado $322 000,00.
El exdiputado fungió como diputado suplente desde mayo de 2009 hasta abril de 2012; y como diputado propietario del 1 de mayo del 2012 al 30 de abril del 2015. Mientras que su esposa fue asesora de la presidencia de la Corte de Cuentas de la República en el periodo de enero de 2012 a noviembre de 2016. Al diputado se le inhabilitó para el ejercicio de cargos de elección popular por 10 años.

### Caso de corrupción en el Instituto Salvadoreño del Seguro Social
Durante el gobierno de Mauricio Funes, en 2010 se nombró al exdiputado y odontólogo Oscar Armando Kattán como director del Instituto Salvadoreño del Seguro Social (ISSS), pero su nombramiento duro hasta enero de 2011 ya que fue obligado a cesar sus funciones luego de verse involucrado en un acto de corrupción cuando, supuestamente a través de un audio, ofreció a Pablo Durán, su entonces compañero de militancia en el partido, una plaza fantasma en la Asamblea Legislativa.
De igual forma, las firmas Antea Auditores y Murcia & Murcia Auditores y Consultores realizaron una auditoría externa a los estados financieros del ISSS entre el 1 de enero y el 30 de junio de 2010 realizaron 18 hallazgos de los cuales puede mencionarse: expedientes de procesos de adquisición y contratación incompletos, expedientes de libres gestiones incompletos, desactualización en registros del Fondo Circulante, facturas pagadas sin autorización, empleados recibieron préstamos sin cumplir todos los requisitos, irregularidades por más de 16 millones de dólares en cotizaciones de pensionados, entre otras.

### Nexos con excombatientes, Cambio Democrático y los paquetes alimentarios
Rafael Aguillón Rivera es un veterano sargento de la extinta Policía Nacional, ha sido candidato en múltiples veces junto a su familia en cargos de elección popular como Concejos municipales y para la Asamblea Legislativa bajo la bandera de CD; y quien a principios de enero de 2021 fue nombrado presidente del Fondo de Protección de Lisiados y Discapacitados a consecuencia del conflicto armado (Foprolyd) por el presidente Nayib Bukele, pero también se identifica como presidente de la Mesa de Unificación del Bien Común el cual reúne a veteranos de guerra y excombatientes del conflicto armado. A finales de enero del mismo año, un furgón descargó 1,500 paquetes de alimentos (otorgados por el Gobierno de Nayib Bukele a las familias salvadoreñas para alivianar los efectos ocasionados por la pandemia) en una fachada pintada con los colores y emblemas del partido Cambio Democrático, para ser estos entregados a los veteranos que asistieran el 31 de enero a la celebración del día del veterano, se le acusó a Aguillón de realizar proselitismo, negando rotundamente las acusaciones y dijo que desconocía si la fachada aún seguía siendo usada como sede del partido enfatizando que él no formaba parte de la institución y que, quien tenía que responder era su hija que en ese momento competía como candidata a diputada por La Libertad en la casilla 1.